# Юнсон, Пол
Пол Хеннинг Юнсон (швед. Pål Henning Jonson; род. 30 мая 1972, Эльго, Вермланд) — шведский политический и государственный деятель. Член Умеренной коалиционной партии. Министр обороны Швеции с 18 октября 2022 года. Депутат риксдага с 2016 года от лена Вермланд.

## Биография
Родился 30 мая 1972 года в Эльго на северо-западном берегу озера Глафсфьорд (бассейн Гёта-Эльв). Родители — фермеры Бо Юнсон (Bo Jonson) и Марья Юнсон (Marja Jonson), в девичестве Рённ (Rönn).
В 1991 году окончил спортивную гимназию в Люкселе. В 1998 году окончил Джорджтаунский университет, где изучал международную политику и получил степень бакалавра. В 2005 году окончил Королевский колледж Лондона. Получил степень доктора философии (Fil.dr.).
В 2000—2005 годах — аналитик в Шведском институте оборонных исследований (FOI). В 2005—2006 годах — руководитель аппарата Умеренных в Европейском парламенте. В 2006—2007 годах — политолог в Министерстве обороны Швеции. В 2007—2012 годах — политический эксперт аппарата Умеренных в риксдаге. В 2009 году — приглашённый исследователь Оборонного колледжа НАТО (NDC). В 2013—2016 годах — директор по коммуникациям организации Säkerhets- och försvarsföretagen (SOFF), занимающейся вопросами политики в области обороны и безопасности.
С 2006 года — муниципальный депутат в Арвике.
В 2010—2012 годах — председатель союза Умеренных в лене Вермланд.
В 2013—2015 годах — секретарь некоммерческой организации Allmänna Försvarsföreningen (AFF), занимающейся вопросами политики в области обороны и безопасности, в лене Вермланд, в 2013—2016 годах — генеральный секретарь организации Svenska Atlantkommittén (SAK), занимающейся вопросами политики в области обороны и безопасности.
После смерти Пии Халльстрём, депутата от лена Вермланд 11 октября 2016 года занял её место в риксдаге. Переизбирался в 2018 и 2022 годах. Член Комитета обороны (2018—2019), председатель Комитета обороны (2020—2022), заместитель председателя Сводного комитета по иностранным делам и обороне (2020, 2021), член и второй заместитель председателя Комитета ЕС (2019), член шведской делегации в Северном совете, член военной делегации (с 2020 года).
18 октября 2022 года получил портфель министра обороны Швеции в правительстве Кристерссона.